# Alexia González-Barros
Alexia González-Barros   (Madrid, 7 de març de 1971 - Pamplona, 5 de desembre de 1985) va ser una nena espanyola que ha estat proclamada venerable per l'Església catòlica.

## Biografia
Va néixer a Madrid el 7 de març de 1971 i va ser la menor de set germans. Dels 4 anys fins al començament de la seva malaltia va cursar els seus estudis en el col·legi "Jesús Maestro" de la Companyia de Santa Teresa de Jesús. Amb 13 anys, el 4 de febrer de 1985, li van diagnosticar un tumor maligne que en poc temps la va deixar paralítica. Va sofrir quatre llargues operacions i perllongat tractament mèdic durant els següents 10 mesos. En les diferents biografies publicades sobre la seva vida, com la de Maria Victòria Molins o Miguel Ángel Monge, es reflecteix com Alexia va acceptar la seva malaltia i va decidir oferir el seu patiment i les seves limitacions físiques per l'Església, pel Papa i pels altres; destacant la seva fortalesa, pau i alegria, que van ser constants al llarg de la seva malaltia.
Va morir a 14 anys a causa d'un procés tumoral a la columna vertebral conegut com a sarcoma d'Ewing.
Està enterrada a l'església diocesana de Sant Martín de Tours de Madrid.

## Causa de beatificació
La causa de beatificació d'Alexia va ser introduïda a Madrid el 14 d'abril de 1993 i clausurada l'1 de juny de 1994. La fase de Roma va començar el 30 de juny d'aquest mateix any. El Decret de Validesa va ser atorgat per la Sagrada Congregació per a les Causes dels Sants l'11 de novembre de 1994.
El 8 de maig de 2000 va ser consignada en la Sagrada Congregació per a les Causes dels Sants la Positio super virtutibus.
El 4 de juliol de 2018 el Papa Francesc va autoritzar a la Congregació de les Causes dels Sants a promulgar el Decret relatiu a les virtuts heroiques de la Serventa de Déu Alexia González-Barros (1971-1985).
L'Associació Causa de Beatificació d'Alexia segueix amb el procés i es recopilen testimoniatges sobre els favors concedits en un butlletí anual.

## Documental
En 2011 es va estrenar un documental sobre la seva vida dirigit per Pedro Delgado, titulat Alexia.

## Film
El film Camino, de Javier Fesser, va ser estrenada el 17 d'octubre de 2008 a Espanya i està inspirada en la vida d'Alexia.
El director va afirmar que tot el que apareix en la pel·lícula té base real i que va intentar retratar una família de l'Opus Dei amb una filla a punt de morir, realitzant una exhaustiva recerca «sobre altres casos d'olor de santedat i sobre la manera d'operar del Opus Dei», comportant-se com un «espectador neutral». No obstant això, el film va ser força polèmica a causa de la manera com retratava els personatges, com a fanàtics aïllats de la realitat. La família d'Alexia va afirmar en un comunicat que «en cap moment ha existit ni existeix relació, col·laboració o participació de cap classe amb el director, guionista, productor o qualsevol altra part responsable de tal ficció». En resposta, Javier Fesser ha declarat que va prendre fets ocorreguts a diferents famílies i persones relacionades amb el Opus Dei, però que tot el que va mostrar està basat en experiències reals.